# Casa Fabra (Terrassa)
La Casa Fabra és un edifici del centre Terrassa situat a la plaça Vella, inclòs a l'Inventari del Patrimoni Arquitectònic de Catalunya.

## Descripció

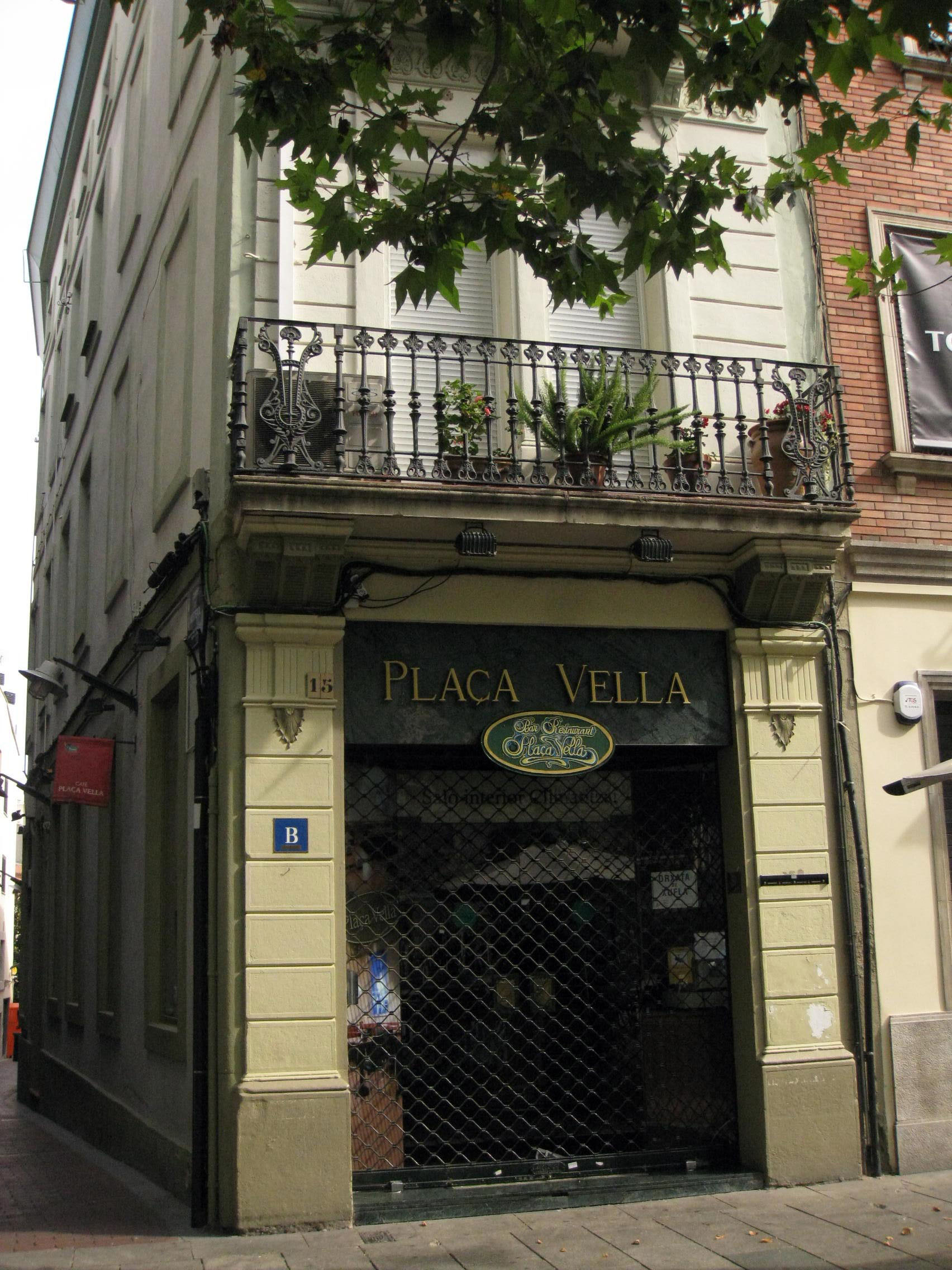
Detall de l'entrada de l'edifici per la plaça Vella, amb un negoci de restauració als baixos

És un edifici de planta irregular situat a la cantonada entre la plaça Vella i el carrer de Mosterol, dins el nucli antic de Terrassa. Consta de planta baixa i tres pisos. Tot i que l'accés als habitatges es fa pel carrer de Mosterol, la façana principal és la que dona a la plaça. La façana és molt estreta i està ocupada totalment a la planta baixa per l'accés a un comerç, als dos primers pisos per balconades i al pis superior per finestres balconeres.
Cal destacar l'ús decoratiu d'elements del vocabulari clàssic en brancals, llindes, mènsules, impostes, etc. Les parets són arrebossades imitant carreus. La façana lateral segueix un esquema compositiu similar, però més senzill.